# Badmómzjay
Badmómzjay (27 de septiembre de 2002), conocida como Jordan, es una rapera alemana con raíces polacas.

## Biografía
Badmómzjay creció cerca de Berlín, Alemania. Firmó un contrato discográfico con el sello principal Universal Music en 2019, poco después de que fundó su propio sello, "Bad Momz Records". Sus canciones recibieron rápidamente millones de visitas en Spotify y YouTube.
Lanzó su primera canción titulada 24/7 en diciembre de 2019. En junio de 2019 apareció en el video musical "Papi" de Monet192. Con su single "Move", logró entrar en las listas de sencillos alemanes durante cuatro semanas a finales de abril y principios de mayo de 2020 (27° plaza).
La canción de Badmómzjay, Snowbunny, fue criticada a mediados de 2020 por supuestamente contener comentarios racistas y sexistas. Badmómzjay señaló que fue una mala interpretación y se disculpó por este malentendido. Según la revista online hip-hop.de, Badmómzjay es una de las "raperos jovenes más apasionantes de la escena del rap alemán". Ella está abiertamente comprometida con su bisexualidad y la comunidad LGBT.

## Estilo musical e imagen pública

### Moda
En sus canciones y videos musicales se distingue claramente del clásico rap alemán. Con su estilo (de vestimenta), intenta enfatizar esta demarcación y su cercanía al hip-hop estadounidense.
En sus canciones, retoma obras conocidas de música trap, imita reconocidos como Cardi B, Nicki Minaj y 21 Savage y cambia entre alemán e inglés. Su cabello teñido de rojo y largas uñas artificiales se encuentran entre sus marcas registradas.

## Discografía
Álbumes de estudio
EPs
- 2020: 18

### Sencillos
- 2019: 24/7
- 2019: Zirkus

## Premios y nominaciones
| Distinción                                                          | Año  |
| ------------------------------------------------------------------- | ---- |
| Nominación en la categoría "Newcomer".                              | 2020 |
| Mejor debutante nacional.                                           | 2020 |
| Nominación en la categoría "Mejor Canción" (por Papi con Monet192). | 2020 |